# Magliano de’ Marsi
Magliano de’ Marsi község (comune) Olaszország Abruzzo régiójában, L’Aquila megyében.

## Fekvése
A megye nyugati részén fekszik. Határai: Borgorose, L’Aquila, Massa d’Albe, Rocca di Mezzo, Sante Marie, Scurcola Marsicana és Tagliacozzo.

## Története
A hagyományok szerint a települést Alba Fucens-i kovácsok alapították. A település elődje a régészeti leletek tanúsága szerint egy kis ókori erőd volt. Első írásos említése 1250-ből származik. A következő századokban nemesi birtok volt. Önállóságát a 19. század elején nyerte el, amikor a Nápolyi Királyságban felszámolták a feudalizmust. Középkori épületei az 1703-as, 1904-es és 1915-ös földrengésekben elpusztult.

## Népessége
A népesség számának alakulása:

## Főbb látnivalói
- Santa Maria in Valle Porclaneta-templom
- Santa Lucia-templom
- Madonna di Loreto-templom
- San Domenico e Convento-templom